# Cyclopaedia, or Universal Dictionary of Arts and Sciences
Cyclopaedia, or Universal Dictionary of Arts and Sciences (angleško Ciklopedija, ali splošni slovar umetnosti in znanosti) je enciklopedija v dveh knjigah, ki jo je izdal Ephraim Chambers leta 1728 v Londonu. Bila je ena prvih splošnih enciklopedij v angleščini. Doživela je več ponatisov skozi 18. stoletje.